# Chudeřín (Litvínov)
Chudeřín (německy Bergesgrün) je bývalá samostatná obec, která dnes tvoří místní část města Litvínov v okrese Most v Ústeckém kraji. Nachází se v nadmořské výšce 320 metrů a navazuje těsně na litvínovskou část Horní Litvínov, od které je oddělen ulicemi Tyrše a Fügnera a U Bílého sloupu. Na západě zástavba plynule přechází v místní část Hamr.

## Název
Původní německý název Bettelgrün je odvozen ze středněhornoněmeckého slova Bettel (žebrání, žebrota) ve významu žebrácký Grün. Český název Chudeřín zavedl František Palacký pravděpodobně na základě dokladu z roku 1585, ovšem podle Augusta Sedláčka se zmíněný doklad vztahuje k Chudeřínu u Žatce. V historických pramenech se jméno objevuje ve tvarech: Wybelgrune (1398), Bettelgrune (1402), Betlgrin (1459), Chuderžin (1570), s Paltengrynem (1572), „mezi vsí… Paltengrynu“ (1583), na vsi chudierzjnie (1585), Paltengryn (1617) „v ves Patlgryn“ (1618), Bettlgrin (1654), Bettelgrün (1787 a 1833), Chudeřín a Bettelgrün (1848), Chudeřín a Bettlgrün (1854), Chudeřín a Bettelgrün (1886) a

V roce 1906 se Chudeřín stal samostatnou obcí a zdejší zastupitelstvo požádalo o změnu úředního názvu obce.[zdroj⁠?!] Německý název Bettelgrün byl považován za hanlivý, a proto obec v roce 1911 získala nový upravený název Bergesgrün.

## Historie
První písemná zmínka o Chudeřínu pochází z roku 1398, kdy patřil k rýzmburskému panství. Před rokem 1848 vlastnili ves Valdštejnové, kteří ji připojili ke svému panství Horní Litvínov-Duchcov. Po roce 1850 se Chudeřín stal osadou Horního Litvínova.
V roce 1943 byl Chudeřín opět připojen k městu Horní Litvínov jako jeho osada, ale po skončení druhé světové války se osamostatnil. Ne však na dlouho, v roce 1947 byl spolu s dalšími sousedícími obcemi spojen a vzniklo město Litvínov. Chudeřín získal označení Litvínov III.

## Obyvatelstvo
Při sčítání lidu v roce 1921 v Chudeříně žilo 3 463 obyvatel (z toho 1 639 mužů), z nichž bylo 1 583 Čechoslováků, 1 830 Němců, tři příslušníci jiné národnosti a 47 cizinců. Většina se hlásila k římskokatolické církvi a tisíc lidí bylo bez vyznání. Ve zbytku bylo 87 evangelíků, sedm členů církve československé a tři příslušníci nezjišťovaných církví. Podle sčítání lidu z roku 1930 měl Chudeřín 3 689 obyvatel: 1 583 Čechoslováků, 2 054 Němců, tři příslušníky jiné národnosti a 49 cizinců. Počet lidí bez vyznání vzrostl na 1 245, římských katolíků bylo 2 314, evangelíků 103 a dále zde žilo 24 členů církve československé, dva židé a jeden člen nezjišťovaných církví.
|                                                                         | 1869 | 1880 | 1890 | 1900  | 1910  | 1921  | 1930  | 1950  | 1961  | 1970  | 1980  | 1991  | 2001  | 2011  |
| ----------------------------------------------------------------------- | ---- | ---- | ---- | ----- | ----- | ----- | ----- | ----- | ----- | ----- | ----- | ----- | ----- | ----- |
| Obyvatelé                                                               | 355  | 451  | 581  | 2 622 | 3 690 | 3 463 | 3 689 | 2 536 | 2 360 | 1 887 | 1 836 | 1 473 | 1 362 | 1 384 |
| Domy                                                                    | 46   | 51   | 53   | 131   | 182   | 202   | 265   | 290   | .     | 293   | 369   | 365   | 376   | 397   |
| Počet domů z roku 1961 je zahrnut v domech místní části Horní Litvínov. |      |      |      |       |       |       |       |       |       |       |       |       |       |       |